# Saint-Laurent-Blangy
 Saint-Laurent-Blangy  es una población y comuna francesa, situada en la región de Norte-Paso de Calais, departamento de Paso de Calais, en el distrito de Arras y cantón de Arras-Nord.

## Demografía
| 3650 | 3752 | 5227 | 6100 | 5358 | 5578 |
| Para los censos de 1962 a 1999 la población legal corresponde a la población sin duplicidades (Fuente: INSEE [Consultar]) |      |      |      |      |      |